# 马丁·克罗斯
马丁·克罗斯（英語：Martin Cross，1957年7月19日—），英国男子赛艇运动员。他曾代表英国参加1980年、1984年、1988年和1992年夏季奥林匹克运动会赛艇比赛，获得一枚金牌和一枚铜牌。